# Ivar Bendixson
Ivar Otto Bendixson, född 1 augusti 1861 i Djurgårdsbrunn, Stockholm, död 29 november 1935, var en svensk matematiker och kommunalpolitiker. Bendixson har lämnat värdefulla bidrag till studiet av matematisk analys och algebra. Som matematiker utmärkte han sig förutom som teoretiker också som lärare och föredragshållare.

## Vetenskapligt arbete
Bendixson var den förste som framställde exempel för att påvisa förekomsten av perfekta icke kontinuerligt sammanhängande punktmängder. Den Bendixsonska satsen, att "varje sluten punktmängd, som icke genom de hela talen kan uppräknas, nödvändigt består av tvenne delar, varav den ena kan uppräknas och den andra är perfekt", utgör en del av avslutningen på hela punktmängdsteorin, och är av genomgripande betydelse vid studiet av funktionerna inom matematisk analys. Satsen har vid flera tillfällen blivit bevisad av ett flertal författare, med hjälp av olika metoder. Ivar Bendixson är den som näst efter Georg Cantor bidragit med flest teser som byggt upp teorin.
Hans i övrigt viktigaste arbeten rör teorin för differentialekvationer med reella variabler, där han i flera avseenden fullföljde och ytterligare preciserade Henri Poincarés upptäckter. Hans förnämsta arbete i denna riktning var den av Kungliga Vetenskapsakademien prisbelönade avhandlingen Sur les courbes définies par des équations différentielles (Acta Mathematica 24). 

## Politiskt arbete och familj
Bendixson var kommunalpolitiskt verksam. Han valdes in till stadsfullmäktige i Stockholm år 1903. Han gifte 19 december 1887 med Anna Helena Lind, dotter till bankmannen Johan Lind.

## Biografi i korthet
| 1878      | avgångsexamen från Kungliga Tekniska högskolan i Stockholm                                                                       |
| 1884–1885 | Mittag-Lefflers amanuens vid Stockholms högskola, numera Stockholms universitet                                                  |
| 1890      | filosofie licentiat-examen vid Uppsala universitet                                                                               |
| 1890–1900 | docent vid Stockholms högskola                                                                                                   |
| 1892–1900 | tillförordnad lärare vid Stockholms högskola                                                                                     |
| 1900–1905 | professor vid Kungliga Tekniska högskolan (efterträdde Emil Fogelmarck på professuren, efterträddes i sin tur av Helge von Koch) |
| 1900–     | sekreterare i Frisinnade klubben i Stockholm                                                                                     |
| 1903–     | Frisinnad ledamot av Stockholms stadsfullmäktige                                                                                 |
| 1905–1927 | professor vid Stockholms högskola                                                                                                |
| 1905–     | ledamot av Kungliga Vetenskapsakademien                                                                                          |
| 1907      | hedersdoktor vid Uppsala universitet                                                                                             |
| 1911–1927 | rektor för Stockholms högskola                                                                                                   |